# Standard Oil of Ohio

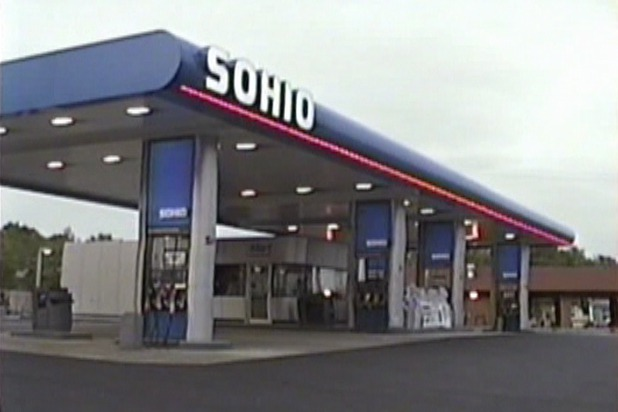
Prototipo final de dosel de Sohio en 1989. También usado como doseles para las estaciones de Boron y la Gulf Gasoline hasta que las estaciones fueron renombradas como BP.

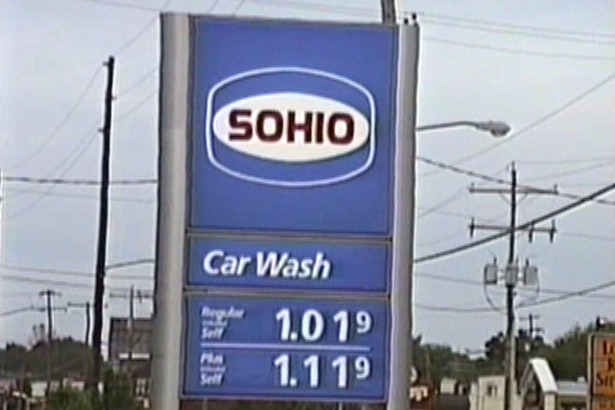
Logotipo de Sohio. Un logotipo similar también fue utilizado en las estaciones Boron fuera del estado de Ohio.

La Standard Oil of Ohio, también conocida como Sohio, fue una compañía petrolera estadounidense que se creó en 1911 tras la disolución de desaparecida antigua Standard Oil Company.

## Historia
La Standard Oil of Ohio, también conocida como Sohio, era una compañía petrolera estadounidense que fue adquirida por la británica British Petroleum (BP).
La Standard Oil of Ohio era una de las compañías que sucedieron a la Standard Oil después de la desintegración anticompetitiva que sufrió esta última en 1911. Operaba estaciones de servicio bajo la marca de "Sohio" en Ohio y con el mismo logotipo pero con la marca "Boron" en el resto de estados, como Míchigan, Kentucky y Pensilvania.
La negociación de la fusión entre Sohio y BP fue llevada a cabo por el que era director ejecutivo de Sohio en 1968, Charlie Spahr. Aunque la fusión fue anunciada como una adquisición de las participaciones de BP en Norteamérica por parte de Sohio, los términos de la misma incluyeron la estipulación de que BP asumiría la mayoría de las participaciones cuando la producción asignada a Sohio en el yacimiento petrolífero de la bahía de Prudhoe en Alaska alcanzara los 600.000 barriles por día.
BP adquirió la mayor parte de la compañía en 1978, cuando se alcanzó el nivel de producción estipulado. En 1987, después de que el resto de las empresas fruto de Standard Oil hubieran reducido al mínimo el uso del nombre Standard, Standard of Ohio, orgullosa de ser la original, se rebautizó con el nombre de Standard mientras continuaba utilizando la marca Sohio y otras ramas de la marca para vender productos en Ohio. 
Sin embargo, ese mismo año, BP compró el 45% de Sohio que aún no poseía y asumió el control de la compañía. Entre los primeros cambios estuvo el cambio de nombre de todas las estaciones de Sohio y Boron a BP en 1991.
Sohio permitía que mediante sus tarjetas de crédito se pudieran cargar compras en estaciones de servicio de la competencia fuera de Ohio. Esta medida fue cancelada cuando desapareció la marca Sohio. ExxonMobil, también procedente de Standard Oil, también ofrecía este servicio. Aunque las gasolineras de Sohio han dejado de existir, unas pocas gasolineras de puertos deportivos del lago Erie y el río Ohio todavía llevan el nombre de Sohio.
Cuando la BP se fusionó con la Amoco, sus oficinas centrales en América fueron trasladadas desde la antigua Torre de BP en Public Square, Cleveland, a Chicago.